# Conquête espagnole de l'Empire inca
Conquête espagnole du Pérou
Batailles
Bataille de Cajamarca — Bataille de Sacsayhuamán — Siège de Cuzco — Bataille d'Ollantaytambo — Bataille de Huarina

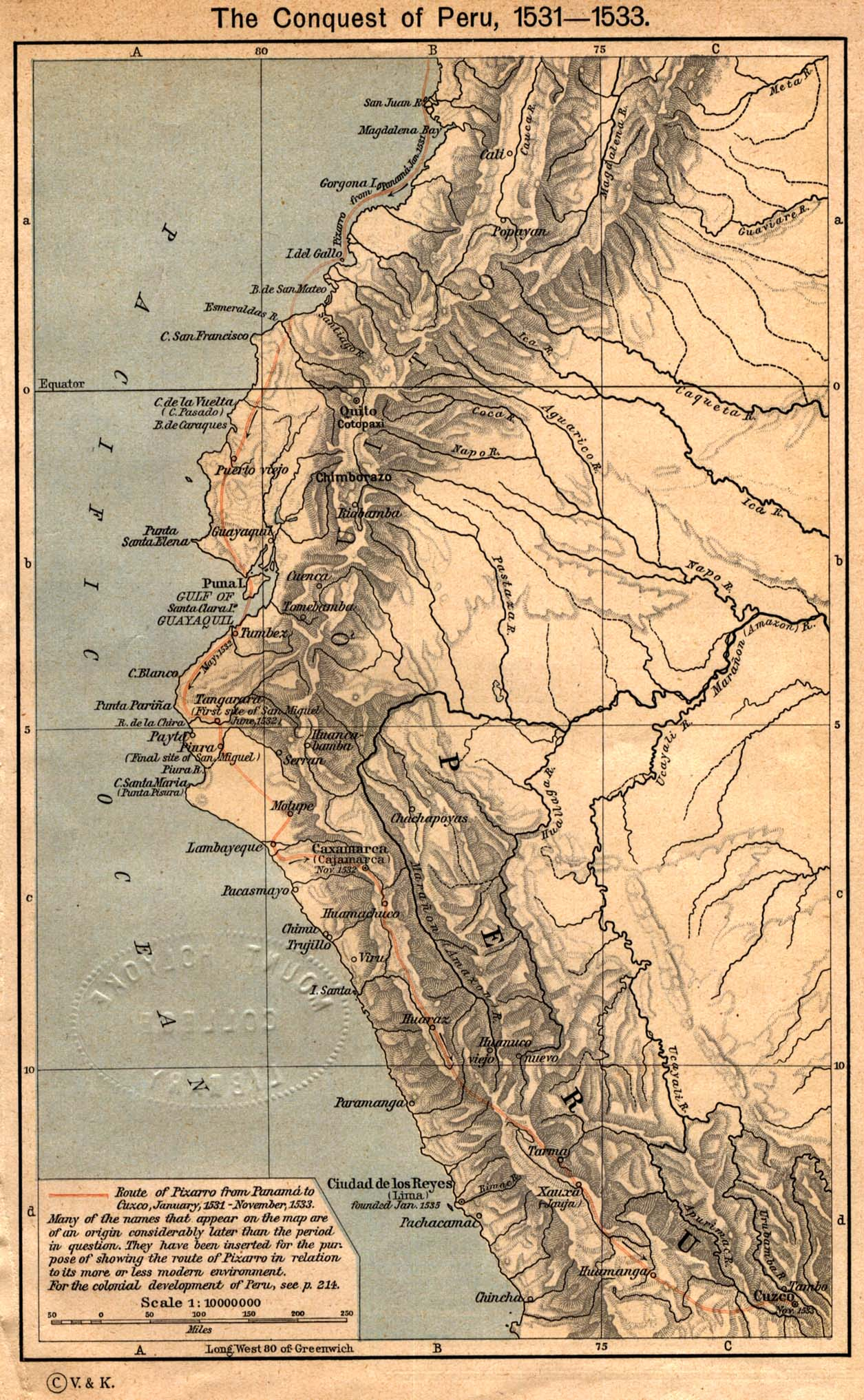
La route de la conquête de l'Empire inca par Pizarro et ses conquistadors.

La conquête de l’Empire inca, également appelée conquête du Pérou, désigne, dans l'historiographie, l'annexion du Tahuantinsuyu à l'Empire espagnol à partir de 1532 (date de la capture de l'Inca Atahualpa). Néanmoins, même si les évènements les plus significatifs ont eu lieu entre 1531 et 1534, lors des expéditions des conquistadors Francisco Pizarro et Diego de Almagro, la conquête est la conséquence directe de la première expédition espagnole de Pascual de Andagoya, en 1522, et elle s'achève à la fin de la résistance inca et la mort de Túpac Amaru en 1572.

## Contexte

### Les premières expéditions espagnoles depuis Panama

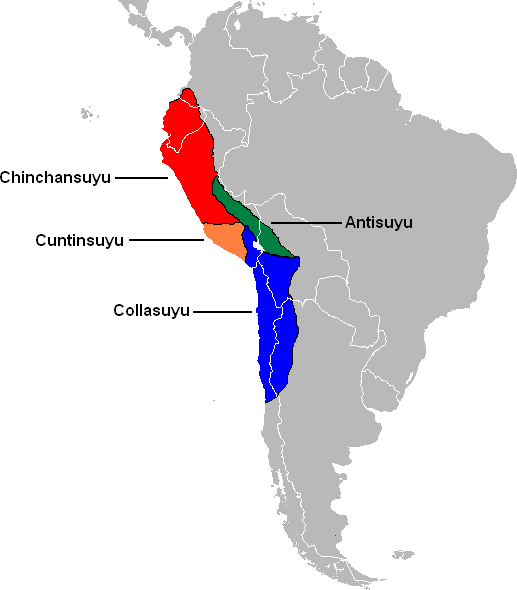
Les quatre suyus de l’Empire inca (Tahuantinsuyu) : le Chinchay Suyu (en rouge), le Qulla Suyu (en bleu), l’Anti Suyu (en vert) et le Kunti Suyu (en jaune).

En 1522, Pascual de Andagoya, qui participe à la fondation de Panama, part explorer la côte pacifique de l'actuelle Colombie. L'expédition est un échec, mais les dires d'un cacique du sud-est du golfe de Panama sur un royaume nommé Birú intriguent les Espagnols. Il apprend l'existence d'un empire, nommé Berú (qui donnera plus tard le Pérou). En 1523, à 47 ans, et ayant entendu des rumeurs sur la précédente expédition, Francisco Pizarro s'associe avec un autre aventurier, Diego d'Almagro, ainsi qu'avec un prêtre influent, Hernando de Luque. Un autre partenaire, Pedro Arias Dávila, finance une expédition chargée d'explorer les côtes d'Amérique du Sud. Mais, quelques mois après leur départ de Panama, les Espagnols, mal préparés, doivent affronter une tribu indigène lors de la bataille de Punta Quemada et rentrer précipitamment.
En 1526, le gouverneur Pedro de los Ríos permet à Pizarro, Almagro et de Luque de monter une nouvelle expédition, leur donnant six mois pour réussir.
Malheureusement pour eux, le navire de Pizarro s'échoue sur l'île d'El Gallo. Alors qu'Almagro rentre chercher des renforts pour l'expédition à Panama, les naufragés sont rejoints par le commandant Juan Tafur, chargé par le gouverneur de ramener tout l'équipage.
Seuls douze hommes resteront avec Pizarro, qui attendront cinq mois le retour d'Almagro. Continuant plus au sud à la recherche de ce pays, ils arrivent à la ville de Tumbes, où les rumeurs d'un immense empire très riche plus au sud leur parviennent. Ils y font la connaissance d'un indigène, qu'ils baptiseront Felipillo et qui leur servira d'interprète.
Pizarro décide alors de rentrer en Espagne demander le soutien du roi, pour le financement d'une nouvelle expédition.
Après avoir été enfermé pendant un an en Espagne pour dette, Pizarro sera reçu en 1530 par Charles Quint qui le chargera de conquérir le Pérou.

### La guerre de Succession inca
L’Empereur Sapa Inca Huayna Capac a régné de 1493 à 1527. Il est surnommé le « Grand » ou bien le « Conquérant » car sous son règne, l’empire atteint sa taille maximale. Entre-temps, entre 1524 et 1526, Pizarro effectue quelques explorations dans une partie de l’Amérique du Sud. La variole, une maladie ramenée par les Européens, se propage en Amérique du Sud probablement à la suite des explorations de Pizarro. L’empereur inca, qui apprend la venue d’explorateurs étrangers, veut enquêter sur eux. On pense que c’est à la suite de cela qu’il va attraper cette maladie encore inconnue des Incas. L’empereur Huayna Capac meurt donc de la variole au cours de l’année 1527. Il décide de nommer son fils ainé Ninan Cuyochi comme héritier à la tête de son empire. Celui-ci meurt peu de temps après. La discorde qui règne entre les deux autres fils de Huayna Capac, Huascar et Atahualpa, entraîne une guerre civile qui ravage tout le pays. Après trois années de conflit, la capture de Huascar par son frère laisse Atahualpa seul dirigeant d'un empire affaibli, alors que celui-ci est confronté à la plus grande menace de son histoire : l'arrivée des conquistadors espagnols.

## Une conquête progressive

### Les débuts de la conquête
En 1531, une expédition composée de 180 hommes et de 37 cavaliers arrive à Tumbes. La troupe est dirigée par Pizarro et Almagro, secondés par les trois frères de Pizarro et par Hernando de Soto. Arrivés sur place, ils découvrent une ville ravagée par trois ans de guerre. Tout au long de la conquête, habilement, les Espagnols vont exploiter les divisions internes aux Incas, à la suite de la longue guerre civile Inca, et à l'esprit de revanche des peuples qu'ils ont soumis.
Séparant son armée en deux, Pizarro dirige son groupe vers Puna (golfe de Guayaquil, Équateur), alors qu'Almagro continue vers le sud.
À Puna, les Espagnols sont bien reçus mais rapidement les habitants, révoltés par les excès commis par les nouveaux arrivants, se soulèvent.
Tout d'abord aidés par la ville de Tumbes dans les attaques contre Puna, celle-ci se souleva également contre les Espagnols.
Hernando de Soto est chargé de poursuivre les rebelles. Capturant leur chef Quilimasa, il apprend que d'autres dirigeants, plus puissants, lui ont ordonné d'anéantir les Espagnols.
Après avoir rasé les villages des hauts plateaux, Pizarro décide de quitter Tumbes et de poursuivre l'expédition, dirigeant l'avant-garde, accompagné par De Soto, et laissant l'arrière garde à son frère, Hernando Pizarro.
À Poechos, Pizarro apprend que l'empereur Atahualpa vient de quitter Quito et se dirige vers Cajamarca. Envoyant De Soto à Caxas, afin de recueillir des informations sur Atahualpa, il attend son frère et regroupe sa troupe. Quittant la ville, ils se rendent ensuite dans la ville de Huaca Chira où il fonde la ville de San Miguel de Piura le 15 août de 1532, la première ville espagnole fondée au Pérou.

### La confrontation décisive à Cajamarca
Le 24 septembre 1532, Pizarro et son armée quittent Piura en direction de Cajamarca en suivant le Chemin de l'Inca comme ils en avaient convenu avec l'empereur inca. Pizarro et ses hommes arrivent dans la cité le 15 novembre 1532. Elle n'est occupée que par quelques femmes, car Atahualpa et ses hommes ne sont pas encore là, ils attendent plus bas dans la vallée, à une demi-lieue, à Pultumarca. Pizarro qui a été informé du grand nombre d'ennemis, décide de cacher son artillerie (peut-être entre 4 et 8 canons) dans le châtelet qui occupe le centre de la place de Cajamarca. Il envoie ensuite Hernando de Soto et Hernando Pizarro ainsi que Felipillo à la rencontre d'Atahualpa pour le convier formellement à le rencontrer le lendemain.
Pourquoi Atahualpa a-t-il accepté l'entrevue et pourquoi s'est-il rendu à Cajamarca alors qu'il savait que Pizarro possédait des canons ? Nous savons que l'empereur inca, après sa victoire sur son frère Huascar et accompagné de ses 40 000 à 80 000 hommes (il est toujours difficile de donner des chiffres), se sentait confiant et considérait les espagnols comme des fanfarons. Il est aussi très impressionné par leurs chevaux et il est très intrigué par le fait que Pizarro ne se montre pas. C'est donc l'excès de confiance et la curiosité qui ont conduit Atahualpa à tomber dans le piège des espagnols.
Le lendemain, Pizarro cache ses soldats dans les trois plus grandes maisons pour créer un effet de surprise et prendre au piège les soldats incas. On pense que Pizarro disposait d'environ 160 hommes avec une soixantaines de chevaux, mais il est difficile de l'affirmer. Miguel de Estete décrit néanmoins la peur qui règne parmi les Espagnols, qui savent qu'ils seront confrontés à un grand nombre d'ennemis. Après des heures d'attente, Atahualpa arrive sur une litière, entouré de ses guerriers. Le prêtre Vicente de Valverde, envoyé par Pizarro, s'approche de l'empereur, lui demande d'embrasser la foi catholique et lui offre un exemplaire de la Bible. Il lui lit le Requerimiento et lui demande de reconnaitre le Pape comme chef religieux, d'accepter d'être le vassal du roi d'Espagne et d'embrasser la foi catholique. Cette action permet aux conquistadors espagnols de légitimer la conquête des territoires indigènes en faisant référence à la situation similaire de l'Ancien Testament, quand Moïse voulut prendre le territoire de Jéricho qui revenait de droit divin aux juifs, sous prétexte que le peuple de Jéricho pratiquait l'idolâtrie. Atahualpa rejette vraisemblablement la Bible mais les sources primaires divergent sur ce point. Observant la scène, Pizarro donne aussitôt le signal d'attaque. En quelques minutes, tous les officiers de l'Inca sur la place centrale sont tués. La bataille ne dure pas plus d'une demi-heure et de nombreuses personnes sont piétinées car les portes étroites de la place forment un entonnoir mortel. Au soir du 16 novembre 1532, la destruction totale des principales forces militaires Incas et la capture d’Atahualpa mettent fin à l'indépendance du Tawantin Souyou (l'Empire Inca).

### De la capture à la mort d'Atahualpa
Après sa capture par les Espagnols, Atahualpa promet à Pizarro de remplir une maison avec tout l'or du Pérou pour payer sa rançon. Il envoie donc Pizarro au sanctuaire de Pachacamac au sud de Tumbes, où se trouvent les richesses. Cependant, quand les troupes espagnoles arrivent au sanctuaire elles ne trouvent que quelques bijoux. Toutefois, près de 20 000 indiens apprenant l'arrivée des étrangers au sanctuaire, arrivent chargés d'or et de présents. Pizarro dépêche aussi trois hommes à Cuzco afin de s'emparer des richesses de Coricancha (le temple du Soleil).
Le 20 janvier 1533, Pizarro apprend le débarquement à Manta des 150 hommes et 84 chevaux dirigés par Diego de Almagro. Inquiet de la pression exercée par ses troupes sur la distribution de l'or et la future arrivée d'autres hommes, il fait fondre en lingots l'intégralité des richesses amassées. En moyenne chaque homme reçoit plus de 9 000 pesos en or et 400 marcs d'argent. Les premiers désaccords apparaissent alors entre Pizarro et Almagro concernant la part de butin de ce dernier et au sujet d'Atahualpa. Almagro se méfie de l'Inca et n'approuve pas la liberté relative que lui donne Pizarro. En effet Atahualpa peut recevoir ses femmes et des émissaires. Almagro pense que l'empereur inca ourdit un complot et plaide donc pour sa mise à mort. Les fausses traductions de l'interprète Felipillo rendent les Espagnols paranoïaques. Plusieurs rumeurs courent, dont celles d'attaques secrètes ordonnées par Atahualpa et de guerriers incas cachés dans les environs. De Soto est envoyé avec quelques hommes chercher cette armée cachée. Pendant son absence, le procès d'Atahualpa débute. Parmi les accusations, celles de polygamie, de mariage incestueux, et d'idolâtrie. Atahualpa accepte le baptême pour éviter d'être brûlé sur le bûcher. Effectivement, selon les conceptions andines, la destruction du corps empêchait d'atteindre les voies de l'ancestralité. Le 29 août 1533, l'empereur Inca Atahualpa est exécuté par garrot. De Soto revient à Cajamarca et apprend la condamnation à mort. Il n'a trouvé aucune trace des guerriers d'Atahualpa.

## Résistance
Après l'exécution d'Atahualpa, Pizarro installa le frère d'Atahualpa, Tupac Huallpa, comme nouvel Inca, dirigeant fantoche. Mais Tupac Huallpa meurt de façon inattendue, laissant Manco Inca au pouvoir.
Au début de son règne il se soumet totalement aux Espagnols alors que de nombreux troubles ont éclaté dans le nord, près de Quito. Finalement, les Espagnols réussissent à reconquérir Quito, mettant ainsi fin à la rébellion organisée dans le nord de l'Empire.
En 1536, Manco Inca s'échappa de Cuzco et soulève la population.
Au même moment, Diego de Almagro, déçu de son exploration au Chili vient revendiquer la ville de Cuzco. Manco Inca espérant utiliser le désaccord entre Almagro et Pizarro à son avantage tenta de prendre Cuzco au cours du printemps 1537. Après dix mois de combat, le moral des troupes de l'Inca chute. Manco Inca se retire à Vilcabamba et les Espagnols sous le commandement d'Almagro reprennent une fois de plus la ville sans combat.
Après la prise de Cuzco, Manco Inca et ses armées se retirèrent dans la forteresse de Ollantaytambo où il lança avec succès des attaques contre Pizarro basé à Cuzco. Cependant, quand la défaite devint inévitable, ils se retirèrent dans la région montagneuse de Vilcabamba. Pendant plusieurs décennies, ils continuèrent de harceler les Espagnols. Son fils, Túpac Amaru, fut le dernier Inca. Après des affrontements meurtriers, il fut assassiné par les Espagnols en 1572.

## Conséquences
Une lutte fratricide pour le pouvoir donna lieu à une longue guerre entre Francisco Pizarro et Diego de Almagro. Après l'assassinat de ce dernier en prison, les descendants d'Almagro vengèrent sa mort en tuant Pizarro. Malgré la guerre, les Espagnols colonisèrent néanmoins le pays. En janvier 1535, la fondation de Lima permit l'organisation d'institutions politiques et administratives. La nécessité de consolider l'autorité royale espagnole sur ces territoires conduisit à la création d'une Real Audiencia (« Audience royale »). En 1542, l'Espagne créa la Vice-royauté de Nouvelle-Castille, qui peu de temps après fut reconnue comme la Vice-royauté du Pérou. Néanmoins, elle s'organisa grâce à l'arrivée du vice-roi Francisco de Toledo en 1572. Toledo mit fin à l'état de rébellion de Vilcabamba et prononça l'exécution de l'Inca Túpac Amaru. Il favorisa le développement économique et l'extraction d'argent des mines de Potosí.